# 卡尔·沃恩

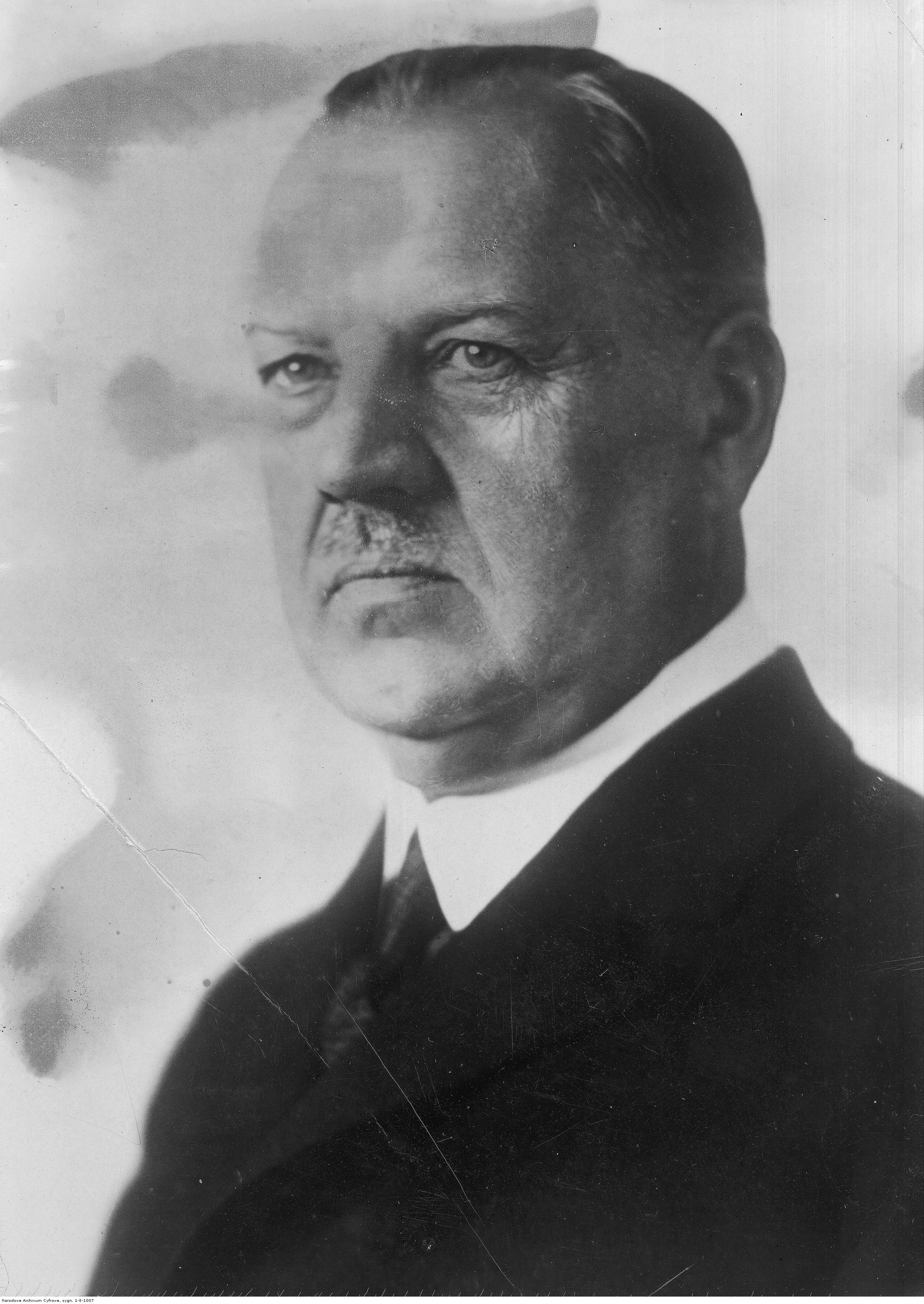
卡尔·沃恩

卡尔·沃恩（Carl Vaugoin，1873年7月8日—1949年6月10日）是一位奥地利基督教社会党政治人物，曾在1930年9月30日至12月4日间担任奥地利第11任总理。1921至1933年间，沃恩出任国防部长，也曾在1929至1930年间担任过奥地利副总理。